# Julia Kourotchkina
Julia Alexandrovna Kourotchkina, née le 10 août 1974 à Chtcherbinka (URSS), est une reine de beauté russe un temps de nationalité soviétique. Elle a gagné le titre de Miss Russie 1992, puis Miss Monde 1992, devenant ainsi la première femme russe ayant gagné le concours.

## Miss Monde
Ayant gagné le concours de Miss Russie, Julia participe au concours de Miss Monde, à Sun City, en Afrique du Sud. Il s'agit de la première participation du pays au concours de beauté. Julia termine gagnante, devant les Miss Royaume-Uni et Venezuela. Elle devient par la même occasion Miss World Europe.
Elle est couronnée par Ninibeth Leal, Miss Monde 1991.